# سعد بن سنان
سعد بن سنان الكندى المصري، وقيل سنان بْن سَعْد، تابعي، ومحُدث من صغار التابعين. روى له البخاري في الأدب المفرد، وأبو داود، والترمذي، وابن ماجة.

## روايته للحديث النبوي
- روى عن: أنس بن مالك.
- روى عنه: يزيد بن أبي حبيب.[1]
- الجرح والتعديل: ذكره ابن حبان في كتاب الثقات وقال: | سعد بن سنان | حدث عنه المِصْرِيون، وهم مختلفون فيه، وأرجو أن يكون الصحيح سنان بْن سَعْد، وقد اعتبرت حديثه، فرأيت ما روى عن سنان بْن سَعْد يشبه أحاديث الثقات، وما روي عَنْ سَعْد بْن سنان، وسَعِيد بْن سنان فيه المناكير، كأنهما اثنان، فالله أعلم. | سعد بن سنان |

وقال أبو داود: «كَانَ أَحْمَد لا يكتب حديثه.»، وقال أحمد بن حنبل: «تركت حديثه، لأن حديثه مضطرب، غير محفوظ. يشبه حديثه حديث الْحَسَن، لا يشبه حديث أَنَس.»، وقال أيضًا: «روى خمسة عشر حديثًا منكرة كلها، ما أعرف منها واحدًا.».
قال يحيى بن معين: «ثقة»، وكان العجلي يُجلّه، وقال النسائي: «منكر الحديث»، وَقَال إِبْرَاهِيم بْن يَعْقُوب الجوزجاني: «أحاديثه واهية، لا تشبه أحاديث الناس عَنْ أَنَس.»، وقال ابن عدي: «وهذه الأحاديث يحمل بعضها بعضًا، وليس هذه الأحاديث مما يجب أن يترك أصلا، كما ذكر ابن حنبل، أنه ترك هذه الأحايث»، روى له البخاري في الأدب المفرد، وأبو داود، والترمذي، وابن ماجة.